# John Nelder
John Ashworth Nelder (Dulverton, 8 ottobre 1924 – Luton, 7 agosto 2010) è stato uno statistico britannico che lavorò alla celebre Rothamsted Experimental Station. Sviluppò, insieme a Robert Wedderburn il Modello lineare generalizzato.
Nato a  Dulverton, Somerset, venne formato alla Blundell's School e poi al  Sidney Sussex College, Cambridge, dove seguì i corsi di matematica.
Dal 1951 al 1968 fu a capo della Sezione statistica della  National Vegetable Research Station, Wellesbourne. Dal 1968 diresse, fino al 1984, quello che prima era il Dipartimento di statistica e poi la Divisione di biomatematica della  Rothamsted Experimental Station. In contemporanea, dal 1972 ad oggi è docente presso l'Imperial College di Londra. Nel 1978/79 era presidente dalla International Biometric Society.
I lavori di Nelder diedero un notevole contributo allo sviluppo della metodologia statistica, in particolar modo sviluppando, insieme a Robert Wedderburn il Modello lineare generalizzato,
che ampliò ulteriormente con Youngjo Lee con i GLM gerarchizzati.
È inoltre un esponente della scuola di inferenza likelihood, in alternativa alle scuole frequentista e bayesiana. Sviluppò, insieme a Roger Mead il metodo di Nelder-Mead, un algoritmo diretto di ottimizzazione non lineare. 
Sviluppò il concetto di bilanciamento generale (General Balance) che riunisce una buona parte dei disegni sperimentali classici.
Autore dello software statistico Genstat, GLIM (e GLIMPSE),
Fin dal 1981  Fellow della Royal Society, nel 2005 la Royal Statistical Society gli ha conferito la Guy Medal (oro).

## Scritti
- A statistical examination of the Hastings Rarities. British Birds, 1962
- A simplex method for function minimization, 1965, coautore Roger Mead
- "Generalized linear models". Journal of the Royal Statistical Society Series A 135: 370–384, 1972, coautore  Robert Wedderburn
- Hierarchical Generalized Linear Models, 1996, coautore Youngjo Lee